# Juturne
Dans la mythologie romaine Juturne (ou Juturna) était la déesse des fontaines, des puits et des sources.
Venue de Lavinium, elle est notamment associée aux Jumeaux divins, Castor et Pollux.

## Étymologie
Jean Haudry considère que Juturne est originellement une « divinité protectrice d'un héros de la société héroïque » et rapproche le nom de Turnus du nom de l'herbe védique apparenté au vieux-slave *třinǔ et au germanique *þurnu- (all. Dorn, ang. Thorn) « épine ». Ainsi, Iūturna serait initialement « celle (la source) qui aide l'herbe (ou l'épine) ».

## Famille
Juturne est la fille de la déesse des eaux douces Vénilia qu'elle aurait conçu soit du roi des rutules Daunus, soit du dieu des eaux Volturnus à qui un flamen mineur était consacré. Elle avait pour frère ou demi-frère le roi rutule Turnus, pour demi-sœur Canens et pour tante Amata, l’épouse du roi du Latium Latinus.
Fontus serait le fils qu'elle aurait eu avec Janus, son mari.

## Légendes
Elle aurait été l'aimée de Jupiter, qui la remercia en lui accordant l'immortalité et le contrôle des sources, lui donnant un puits sacré à Lavinium, dans le Latium, ainsi qu'un autre près du temple de Vesta dans le Forum Romanum. Le bassin à côté du deuxième puits s'appelait Lacus Juturnae. Cette liaison secrète aurait été trahie par une autre nymphe, Lara (ou Larunda), que Jupiter punit en la rendant muette. Selon une autre légende, les eaux glacées de la fontaine Juturne, en plus d'être connus pour leurs propriétés salutaires, symbolisaient l'insensibilité de la nymphe face aux avances de Jupiter.
Virgile, dans l'Énéide, en fait à la fois la fille de la déesse Vénilia, divinité antique des eaux douces tantôt considérée comme la parèdre de Neptune, tantôt comme celle de Janus, et la sœur du roi rutule Turnus. Elle se métamorphose en son cocher Metiscus et lui rend l'épée forgée par Vulcain qu'il avait perdue dans la bataille, et elle l'éloigne de celle-ci alors qu'il semblait qu'il allait se faire tuer. Elle fut obligée par une Furie envoyée par Jupiter, de laisser son frère à son destin, et retourna à sa fontaine déplorant son impuissance à secourir son frère.

## Lieux de culte

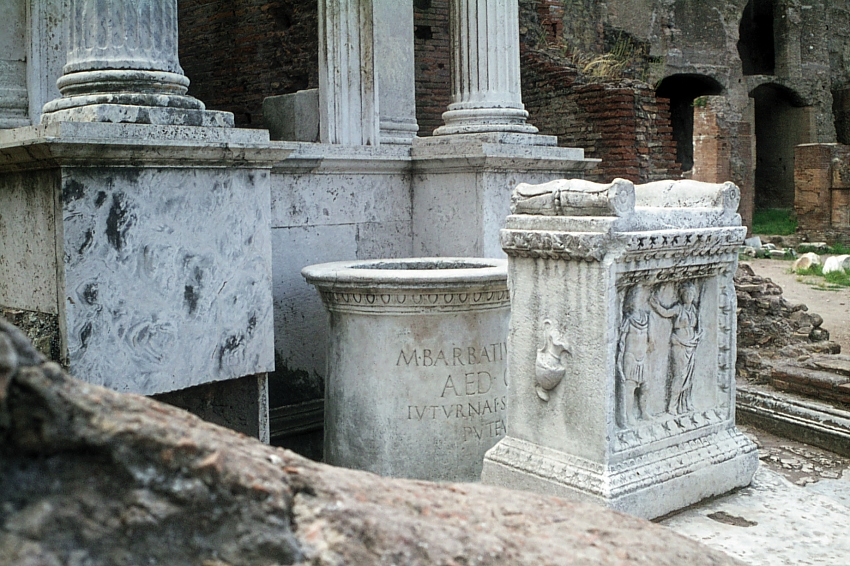
Fontaine de Juturne au pied du Palatin

À Rome, un puits lui est consacré, la fontaine de Juturne sur le Forum, à côté du temple de Vesta. Selon la tradition, c'est à cette source que Castor et Pollux ont fait boire leurs chevaux après la bataille du lac Régille contre les Latins,.
Un temple lui a été dédié à Rome au Champ de Mars par C. Lutatius Catulus, qui a honoré son vœu en 241  av. J.-C. au cours de la bataille  des îles Égates dans la première guerre punique.